# ميتسوتوشي واتادا
ميتسوتوشي واتادا (باليابانية: 和多田 充寿) (26 مارس 1976 في كوبه في اليابان – )؛ هو لاعب كرة قدم ياباني سابق كان يلعب كمهاجم.

## وصلات خارجية
- ميتسوتوشي واتادا على موقع رابطة كرة القدم اليابانية للمحترفين (اليابانية)
- ميتسوتوشي واتادا على موقع قاعدة بيانات كرة القدم.إي يو (الإنجليزية)
- ميتسوتوشي واتادا على موقع عالم كرة القدم.نت (الإنجليزية)